# Església Ortodoxa Grega de l'Anunciació
L'Església Ortodoxa Grega de l'Anunciació (en hebreu: כנסיית גבריאל הקדוש) també coneguda com l'Església de Sant Gabriel o l'Església Ortodoxa Grega de Sant Gabriel, és una Església Ortodoxa a l'est de Natzaret, Israel. Probablement es va establir per primera vegada en l'era de la Palestina romana d'Orient, va ser reconstruïda durant l'època de les Croades, i de nou al segle xviii sota el govern de Daher el-Omar, el governador àrab de Galilea.
És coneguda col·loquialment entre els fidels ortodoxos grecs de Galilea com Kniset el-Rum, l'Església dels romans d'orient en el llevant àrab, l'Església està situada sobre una font subterrània, que segons la creença ortodoxa oriental és on la Mare de Déu estava portant aigua en el moment de l'Anunciació.

Església Ortodoxa Grega de l'Anunciació
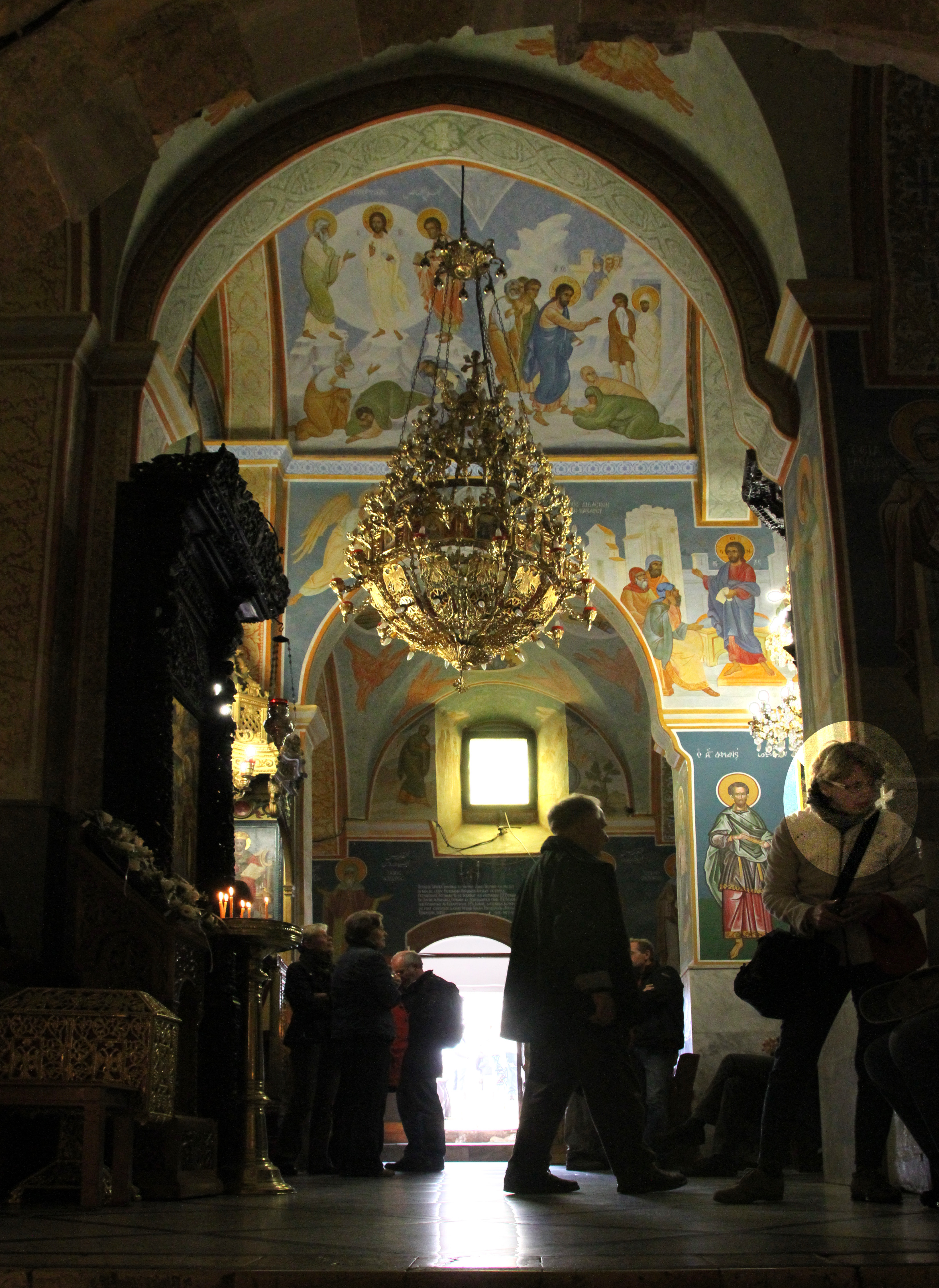
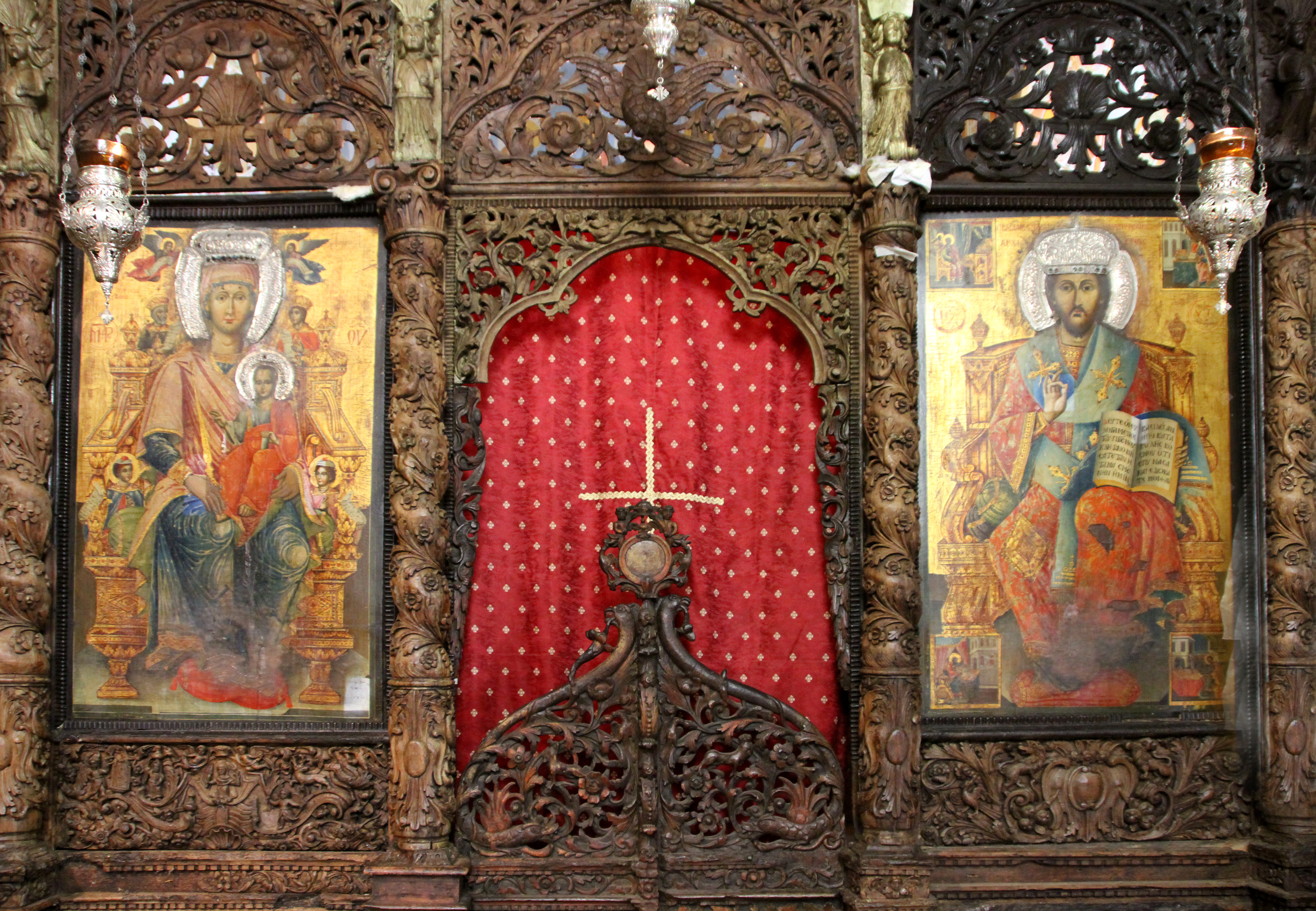
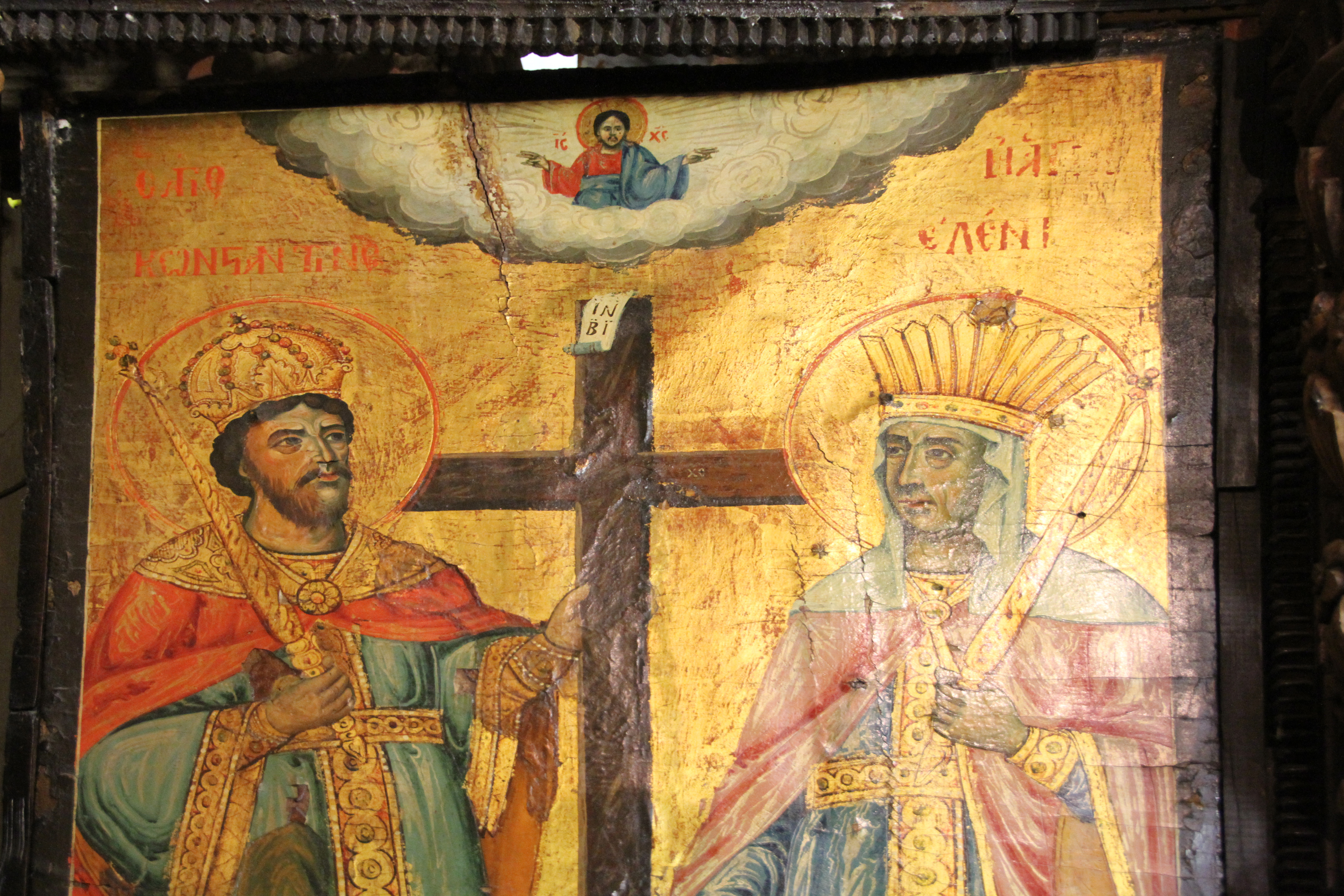
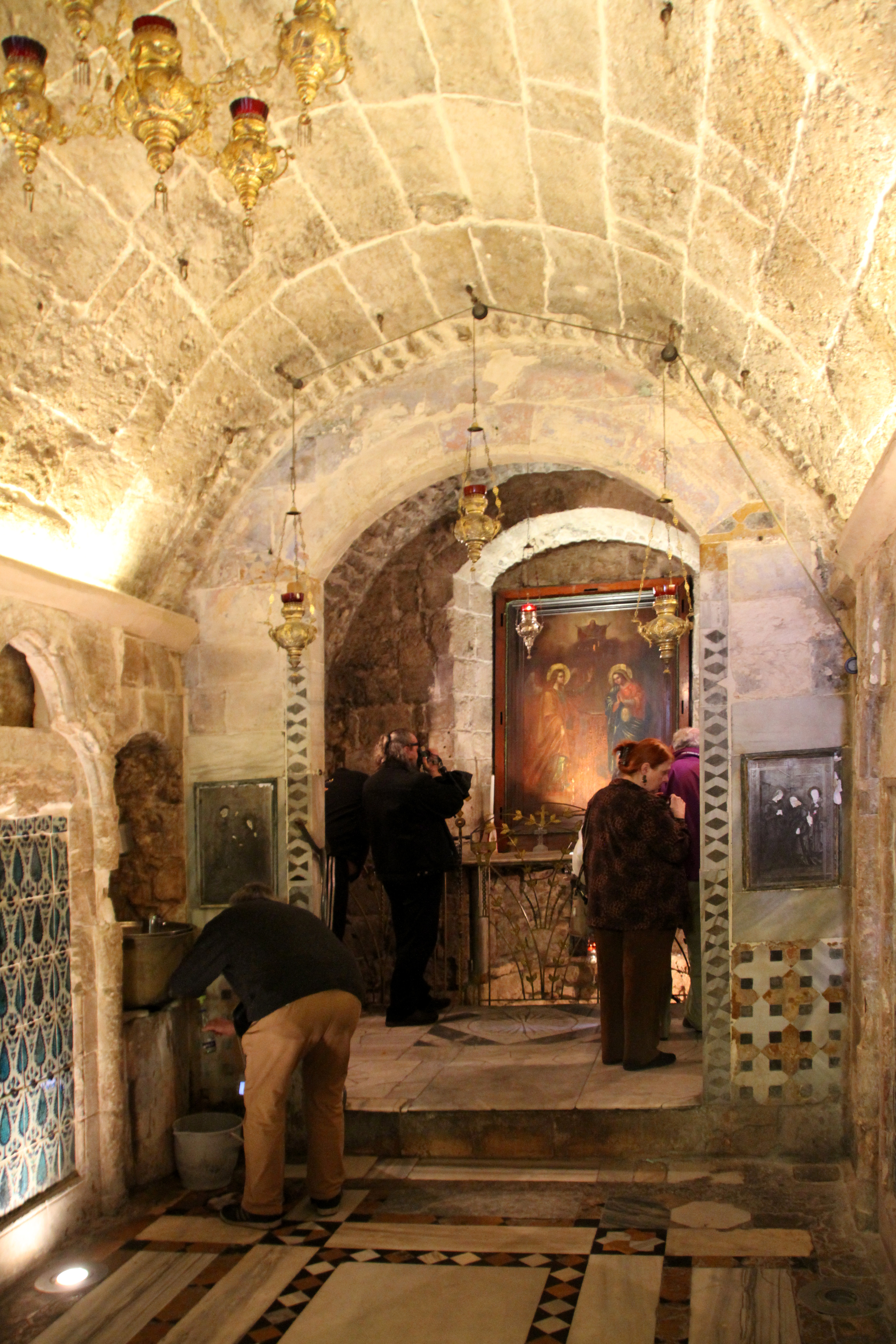
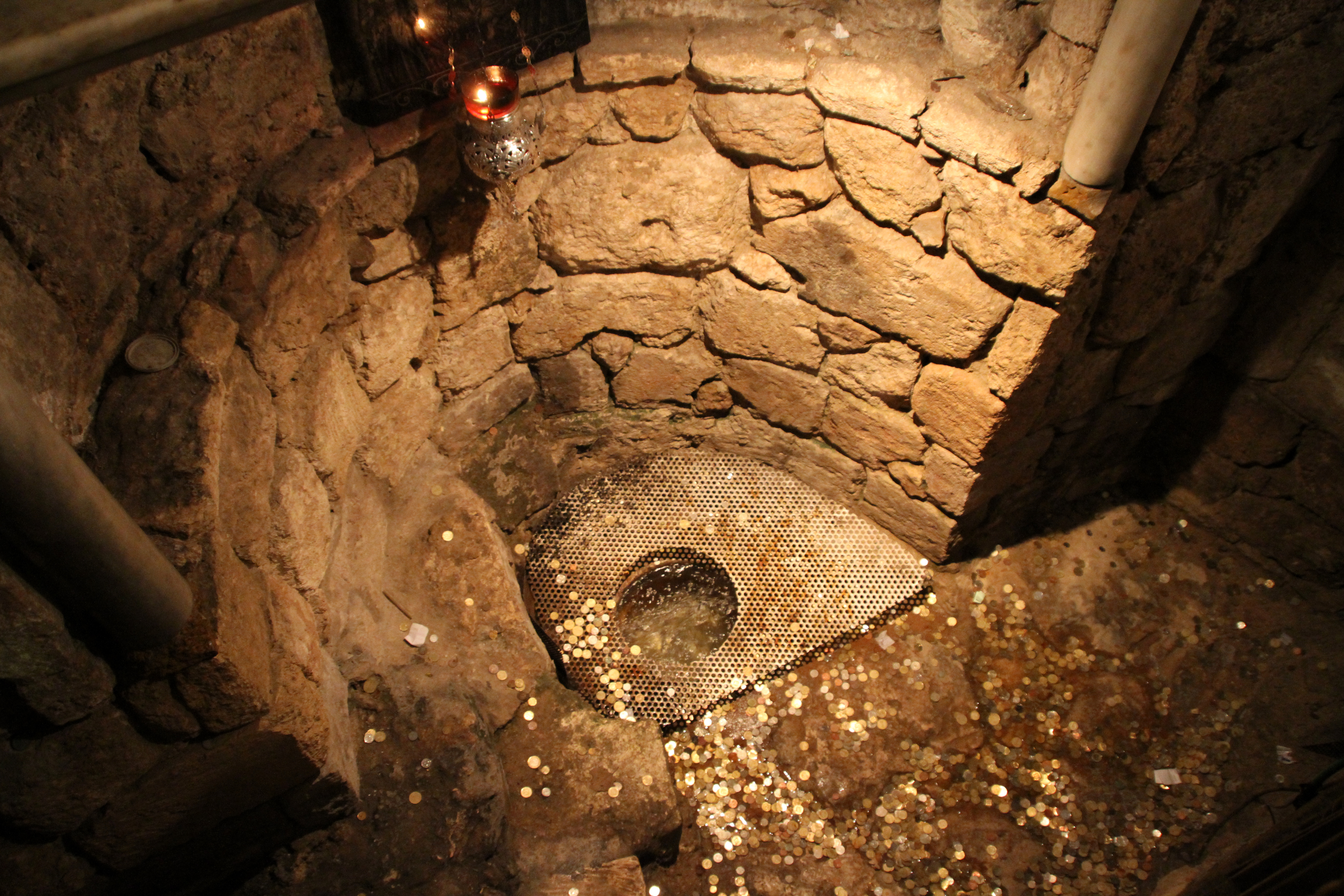